# Janwad, Chikodi
Janwad là một làng thuộc tehsil Chikodi, huyện Belgaum, bang Karnataka, Ấn Độ.